# قارئة القرآن (لوحة)
قارئة القرآن (بالتركية: Kuran Okuyan Kız)‏ هي لوحةٌ زيتية للرسام العثماني عثمان حمدي بك، حيثُ رسمها عام 1880. اللوحة هي قطعة قُماش أبعادها 41.1×51 سم، وهي تُظهر امرأة شابة جالسة على رُكبتيها أمام القرآن الكريم.
في 27 سبتمبر 2019 باعتها إحدى دور المزادات في لندن حيثُ كان من المتوقع أن تباع اللوحة بمبلغ يتراوح بين 600-800 ألف جنيه إسترليني، إلا أن سعرها خالف كل التوقعات وبيعت بقيمة 6.3 مليون جنيه إسترليني، وهو ما يُعادل 7.762 مليون دولار أمريكي (44 مليون ليرة تركية)، وهي بذلك تعتبر أغلى لوحةٍ فنية تركية.